# William Hunter
William Hunter (East Kilbride, 23 de maio de 1718 – Londres, 30 de março de 1783) foi um anatomista e médico escocês. Foi um importante professor de anatomia e obstetra de sua época. Sua orientação e treinamento de seu irmão mais famoso, John Hunter, também foi de grande importância.